# Kamiłski doł
Kamiłski doł (bułg. Камилски дол) – wieś w południowej Bułgarii, w obwodzie Chaskowo, gminie Iwajłowgrad. Według danych Narodowego Instytutu Statystycznego, 31 grudnia 2011 roku wieś liczyła 60 mieszkańców.

## Położenie
Miejscowość ta znajduje się w najbardziej na wschód wysuniętych grzbietach górskich Rodop, w pobliżu rzeki Arda.

## Historia
Nazwa miejscowości do 1934 roku to Dewe dere. W trakcie I wojny bałkańskiej w 1912 roku dwóch mężczyzn wstąpiło do legionu Mecadońsko-Adrianopolskiego.